# 주코티 공원
주코티 공원(영어: Zuccotti Park)은 미국 뉴욕시 남부 맨해튼에 있는 공개 사유지에 있는 공원으로 넓이는 3,100m²이다.
브룩필드 자산관리 주식회사 소유로 원래는 자유 광장 공원(Liberty Plaza Park)으로 불렀는데, 2006년 재개장 이후 이사회 의장 존 주코티(John E. Zuccotti)의 이름을 따서 부르게 되었다.
브로드웨이 트리니티 거리 리버티가와 세다가에 걸쳐 있고, 공원 북서쪽 맞은 편으로 세계 무역 센터 터로 연결된다.

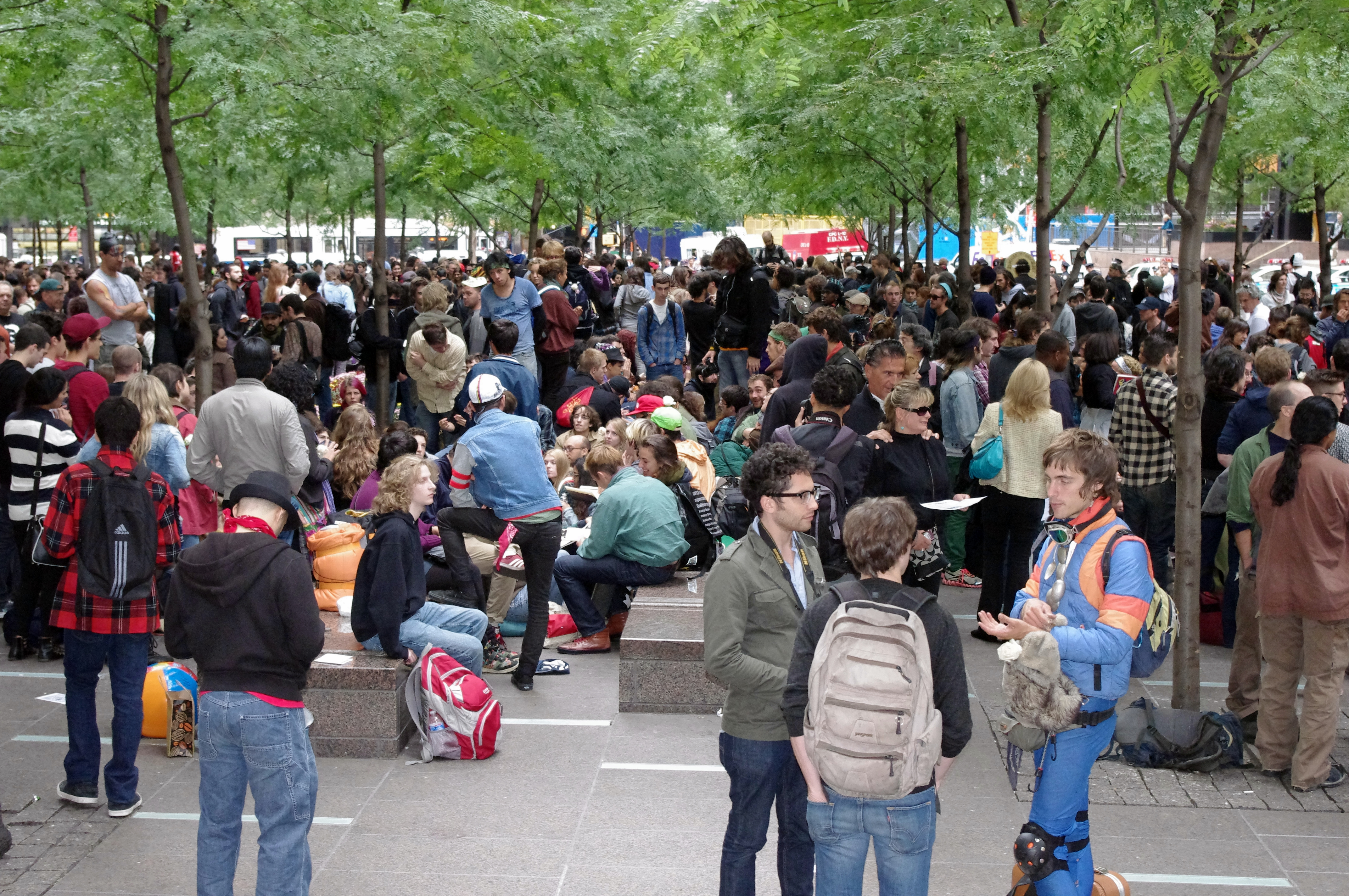
2011년 9월 주코티 공원은 월가 시위대에 점령되었다

## 탄생
공원은 1960년대에 만들어졌는데, 맨해튼 금융 지구의 고층 건물 사이에 있어 많이 알려지게 되었다. 2001년 9·11 테러때 파편 잔해로 덮였으며, 복구팀들의 본부로 쓰였다.

## 재건
공원은 2006년 6월 1일 쿠퍼 로버슨과 동료들의 설계로 8백만 달러를 들여 재개장했다. 비용을 댄 전 시 계획 위원회 의장이며 부시장을 역임한 브룩필드 자산관리 주식회사 이사회 의장인 존 주코티를 기념하여 이름을 붙였다.
현재는 환한 조명 아래 다양한 나무, 화강석 보도, 탁자와 자리, 동상 들을 갖추고 있다. 그라운드 제로와 가까워, 여행자들에게는 주요한 목적지가 되었다.

## 월 가 점거 사태
2011년 9월 17일 주코티 공원을 본부와 작전 지휘소로 만든 월 가 점거 사태가 시작되었다. 시위대는 비공식적으로 공원 원래 이름으로 귀환한 “자유 공원” 방문객을 한영하는 입간판을 내걸었다.